# Закличин
Заклѝчин (на полски: Zakliczyn) е град в Южна Полша, Малополско войводство, Тарновски окръг. Административен център е на градско-селската Закличинска община. Заема площ от 4,02 км2.

## Население
Според данни от полската Централна статистическа служба, към 1 януари 2014 г. населението на града възлиза на 1 665 души. Гъстотата е 414 души/км2.